# Limonia insitiva
Limonia insitiva är en tvåvingeart som beskrevs av Alexander 1951. Limonia insitiva ingår i släktet Limonia och familjen småharkrankar. Inga underarter finns listade i Catalogue of Life.